# Openair Cavaglia
Das Openair Cavaglia ist ein in Cavaglia stattfindendes Open-Air-Musikfestival. Es findet seit 2017 jährlich statt.
Im Fokus des Festivalkonzepts ist der Respekt gegenüber Mensch, Natur und Umwelt.
Das Openair Cavaglia bietet verschiedenste Musikrichtungen an. Das Line-up fördert einheimische Bands und Künstler, es spielen aber auch Bands aus dem nahen Ausland.
2019 wurden die meisten Konzerte live im RTR übertragen. Radio SRF 3 widmete den World Music Special vom 4. Juli 2019 dem Festival und sendete Aufnahmen der Konzerte.